# Dendropsophus rossalleni
Dendropsophus rossalleni är en groddjursart som först beskrevs av Coleman J. Goin 1959.  Dendropsophus rossalleni ingår i släktet Dendropsophus och familjen lövgrodor. IUCN kategoriserar arten globalt som livskraftig. Inga underarter finns listade i Catalogue of Life.